# Нове Скальмежице
Нове Скальмежице (пол. Nowe Skalmierzyce, нім. Neu Skalmierschütz) — місто в південно-західній Польщі.

## Транспорт

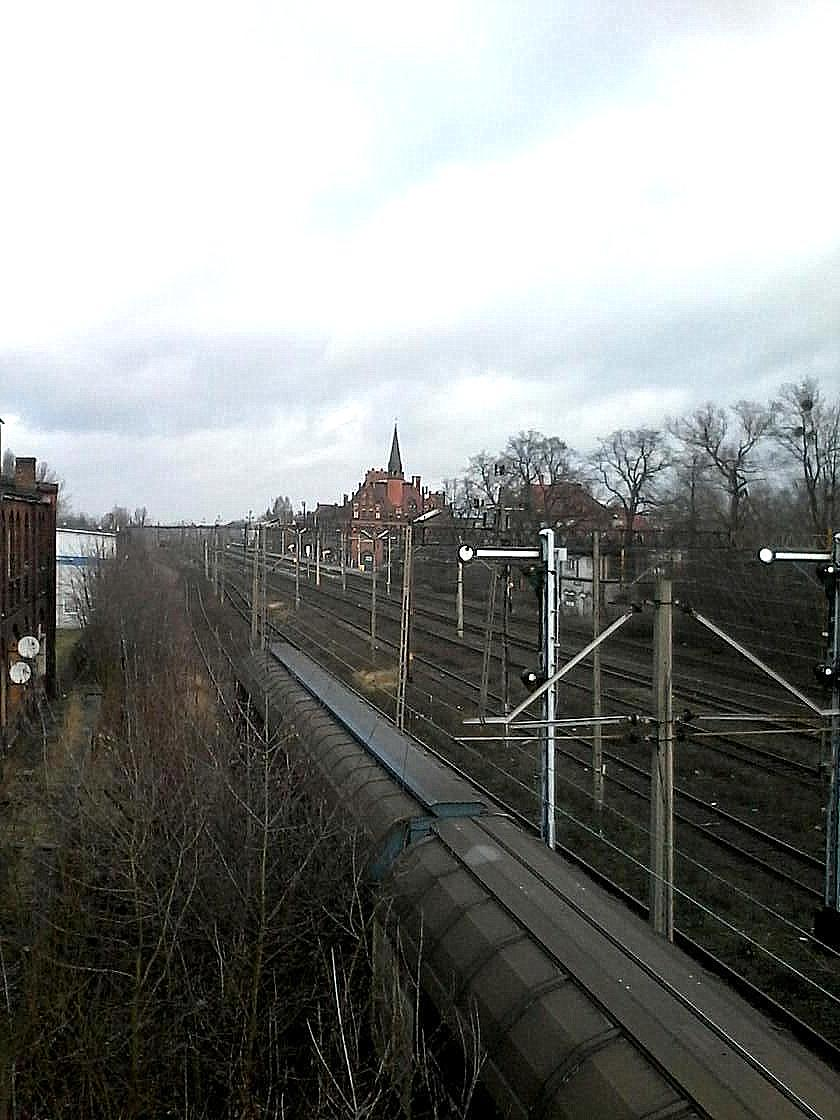
Вид на палац із залізничного віадуку на вокзал, 2014
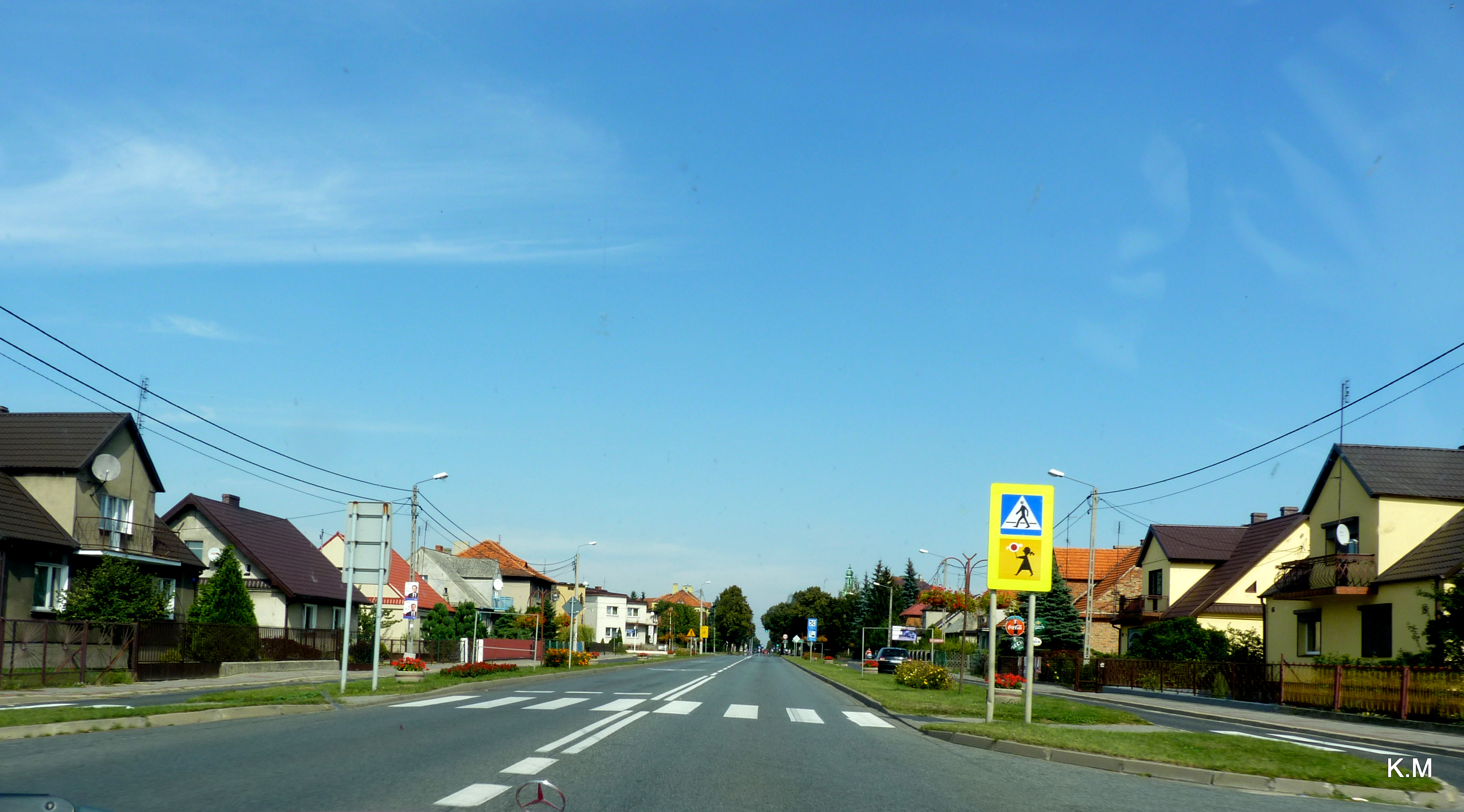
Одна з вулиць
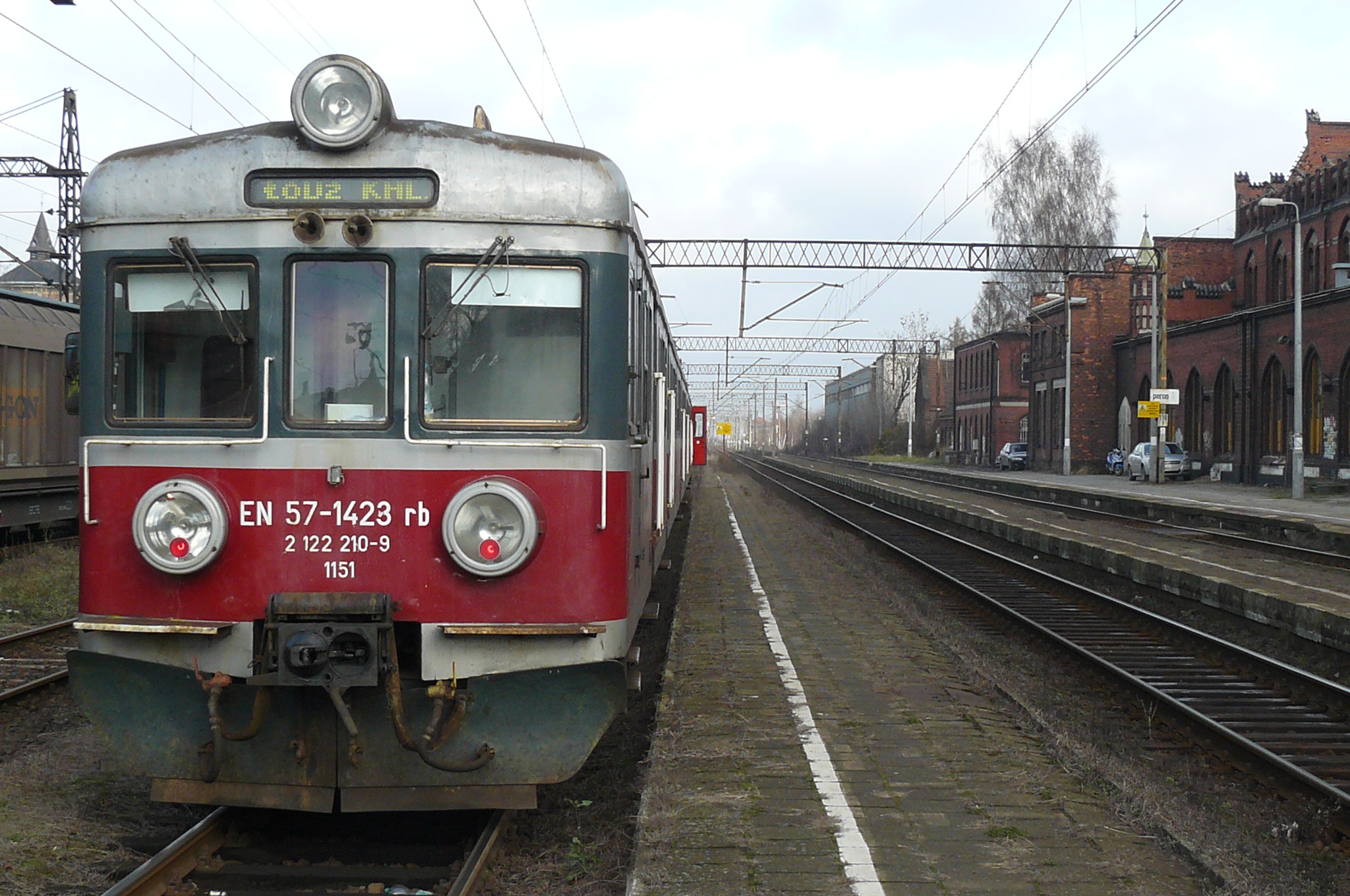
Електричка
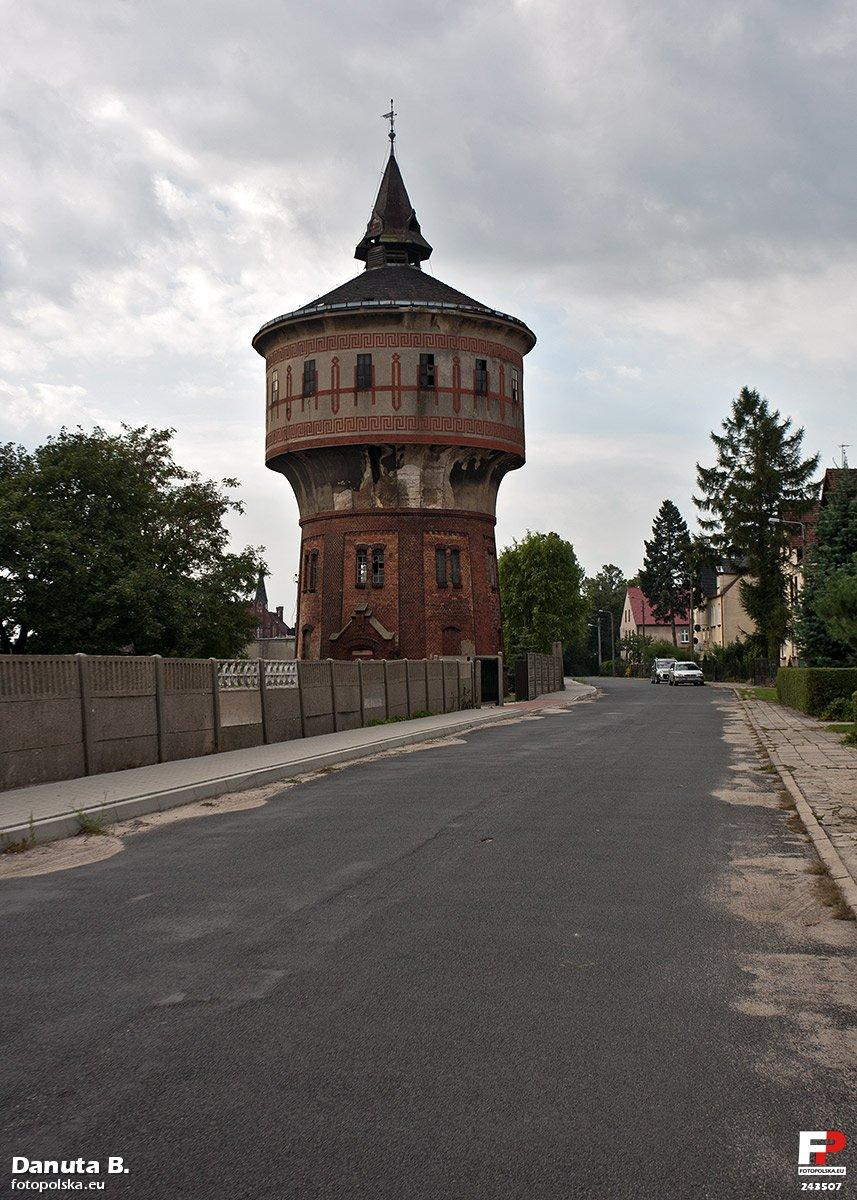
Залізнична водонапірна башта

На 10 січня 2015 року місто мало 26 вулиць і 1 площу.

## Економіка

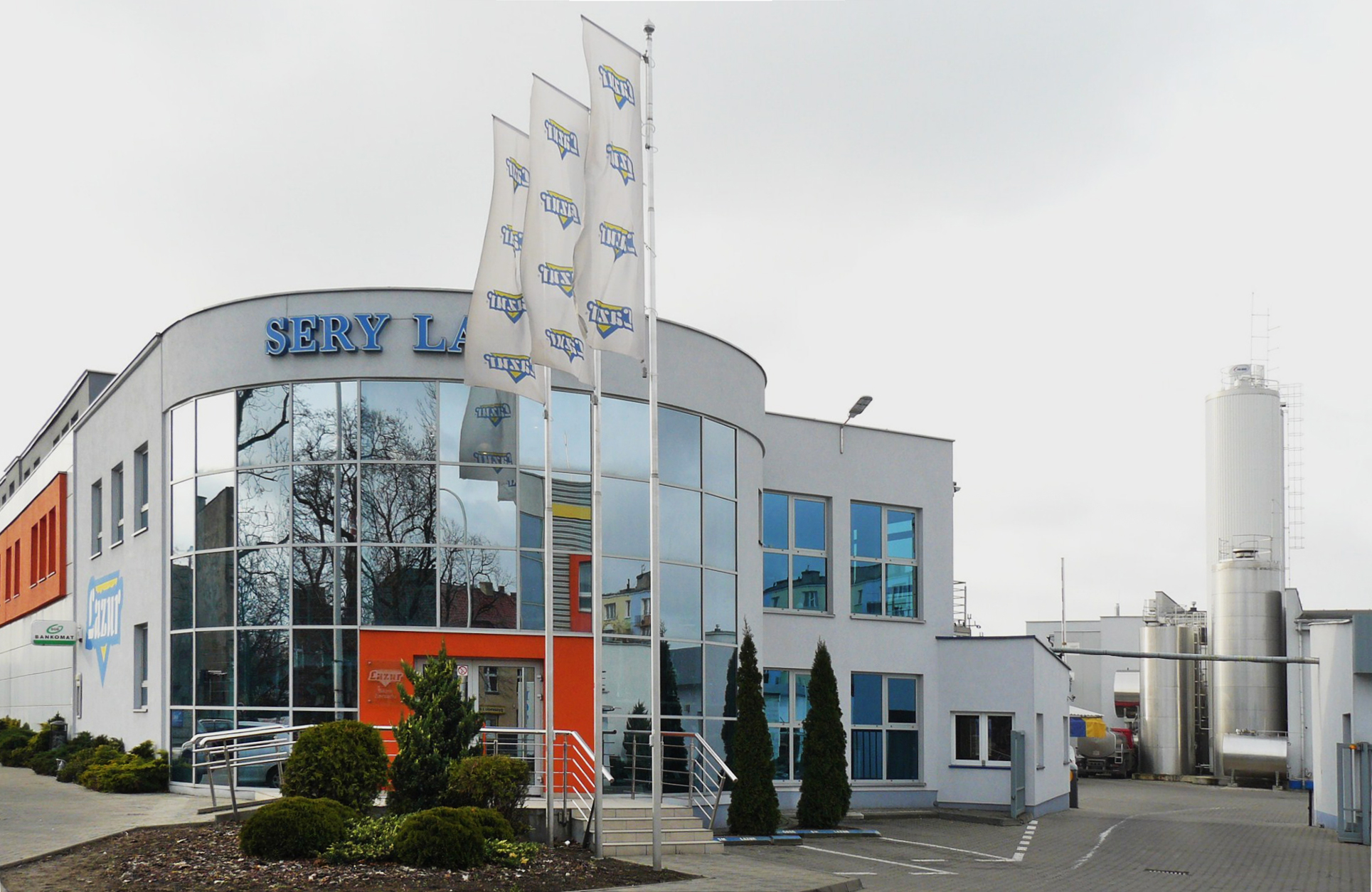
Молочний кооператив Lazur

Місто — центр місцевої промисловості і комерції. Найбільші підприємства:
- Молочний кооператив Lazur – заснований 1929; вітчизняний виробник блакитних сирів[5] (продукція кооперативу представлена і в Україні);
- Comforty – польський виробник меблів;
- P. P. H. Admat – виробник морозива та заморожених продуктів;
- Pupil Foods Sp. z o.o. – виробник кормів для котів та собак;
- Vossloh Skamo Sp. z o.o. – виробництво елементів залізничної інфраструктури;
- HALFEN Produkcja Sp. z o.o. – виробництво будматеріалів;
- Piano Fiks – ремонт, експертиза та продаж фортепіано.

## Демографія
Демографічна структура станом на 31 березня 2011 року:
|          | Загалом | Допрацездатний вік | Працездатний вік | Постпрацездатний вік |
| -------- | ------- | ------------------ | ---------------- | -------------------- |
| Чоловіки | 2369    | 459                | 1703             | 207                  |
| Жінки    | 2566    | 436                | 1589             | 541                  |
| Разом    | 4935    | 895                | 3292             | 748                  |

## Галерея

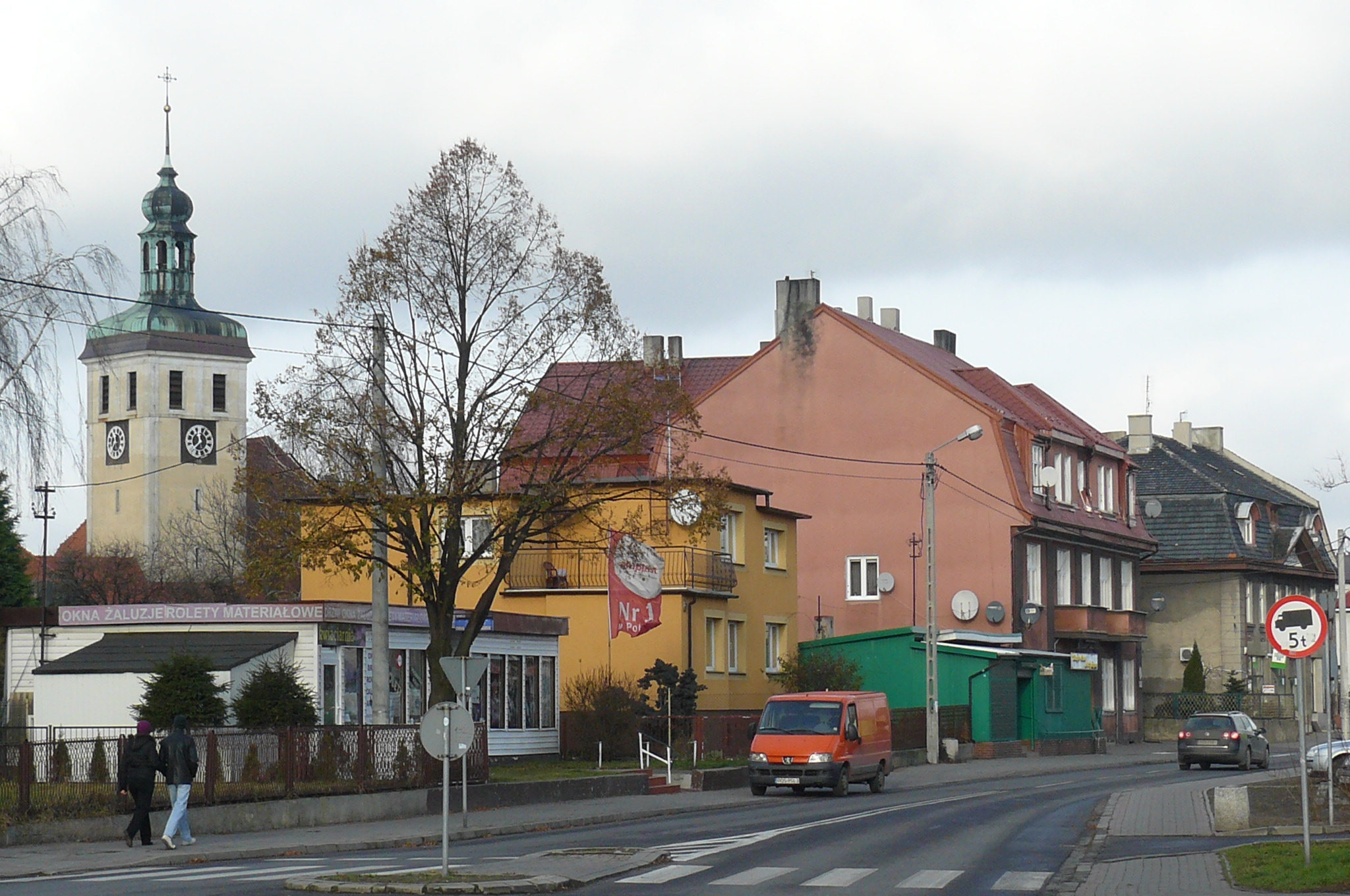
Вулиця кардинала Стефана Вишенського
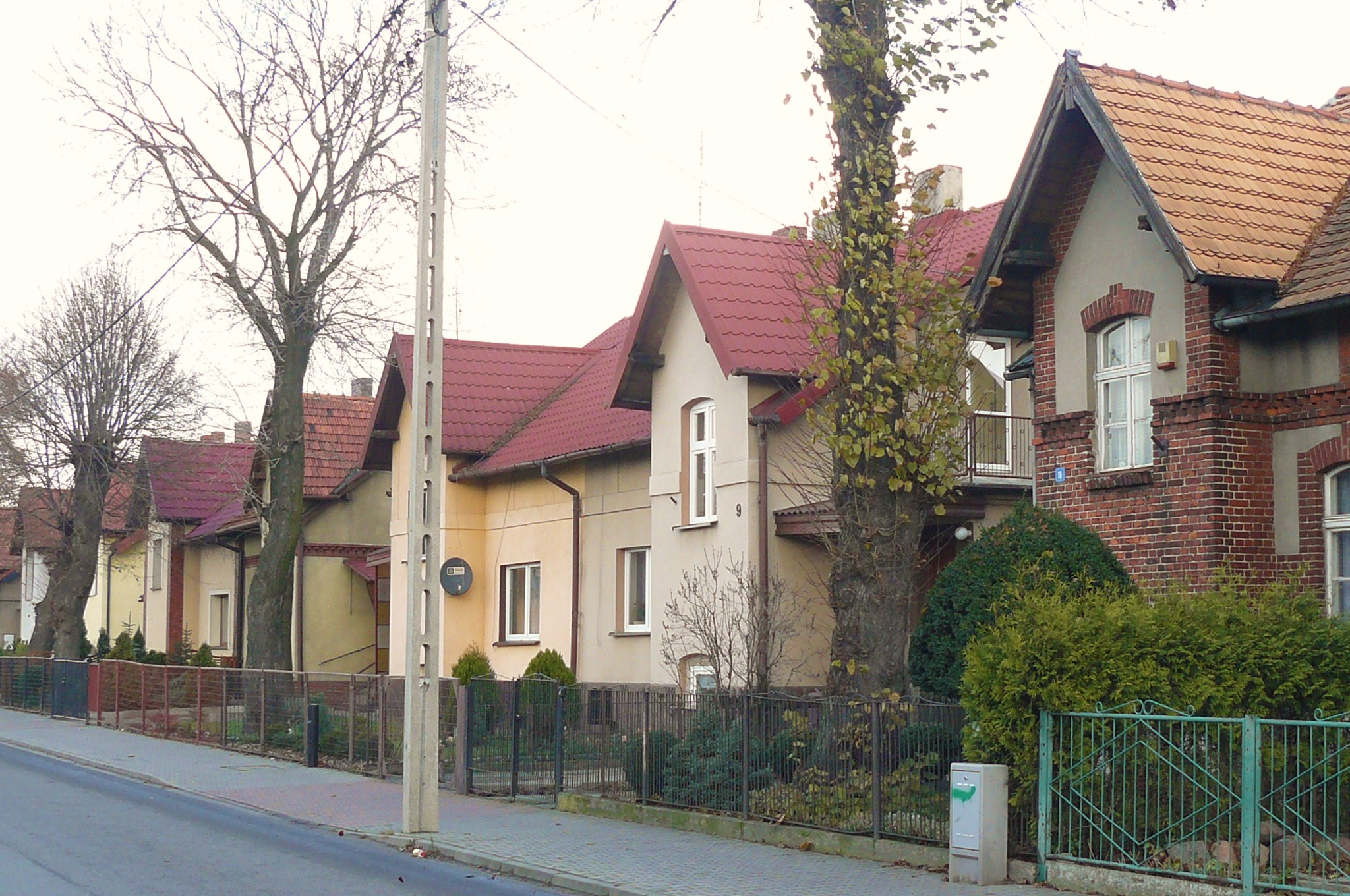
Вулиця Залізнична з 1910
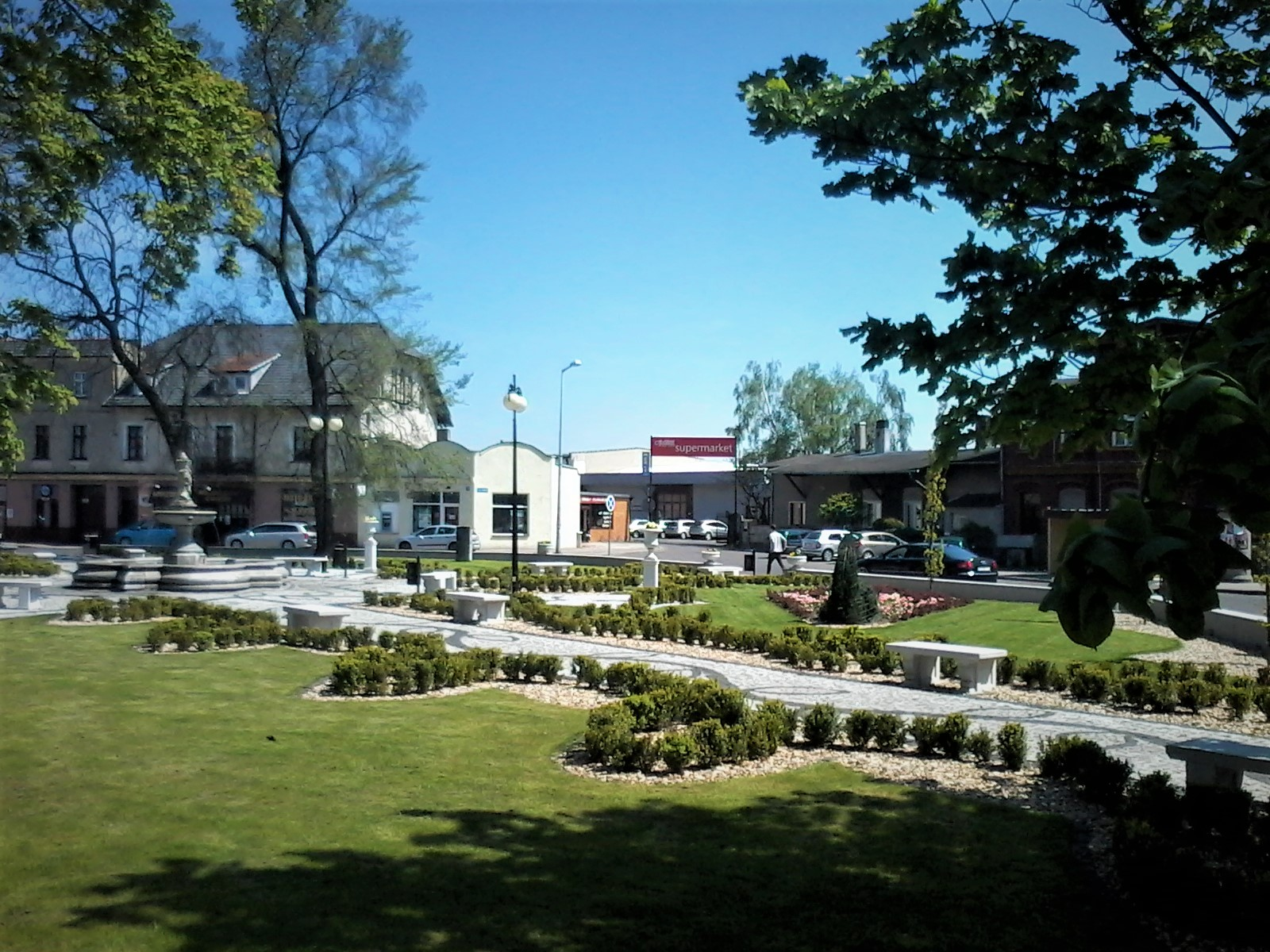
Площа Свободи (Plac Wolności)
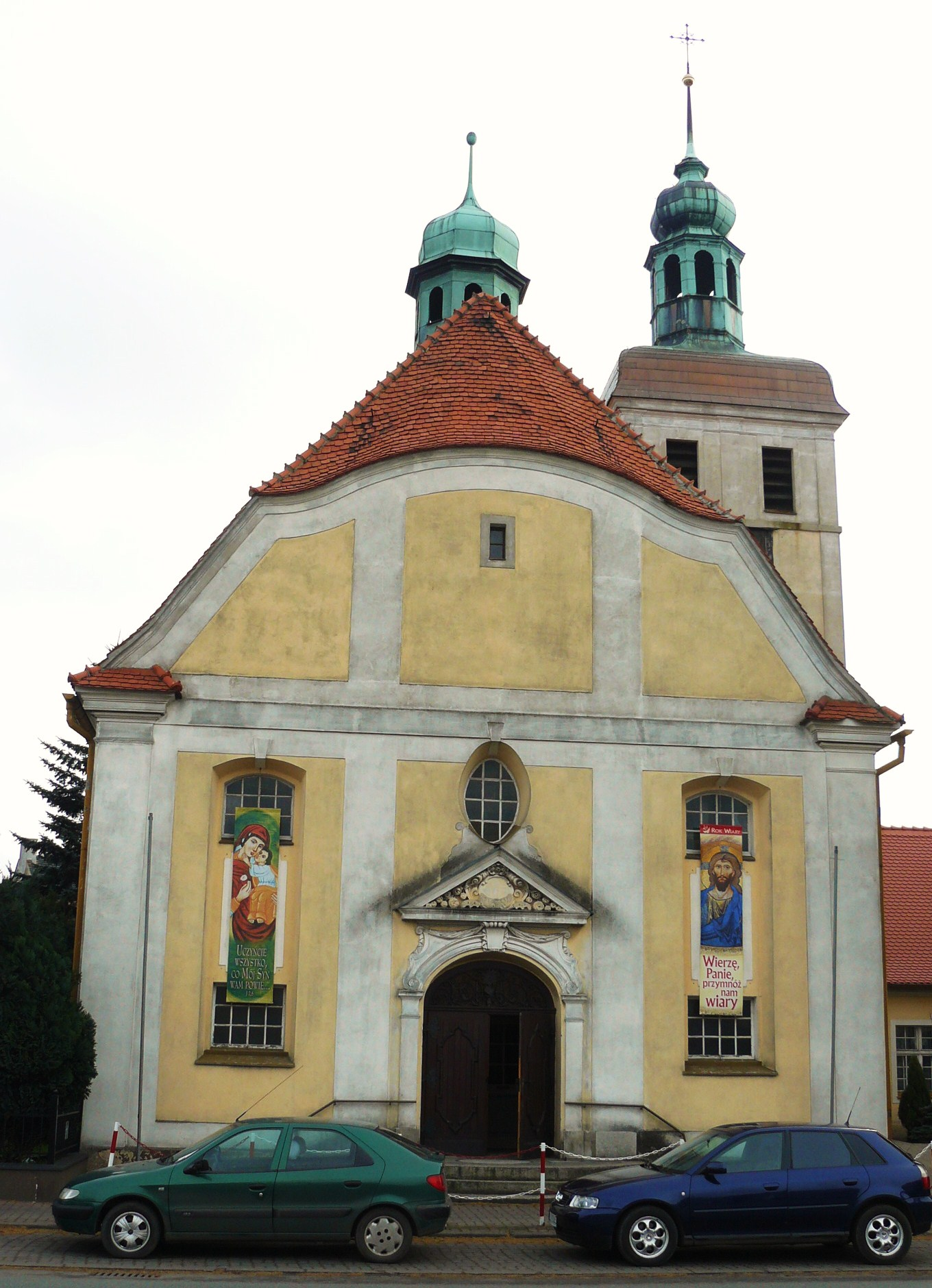
Костел Матері Божої Вічної помочі
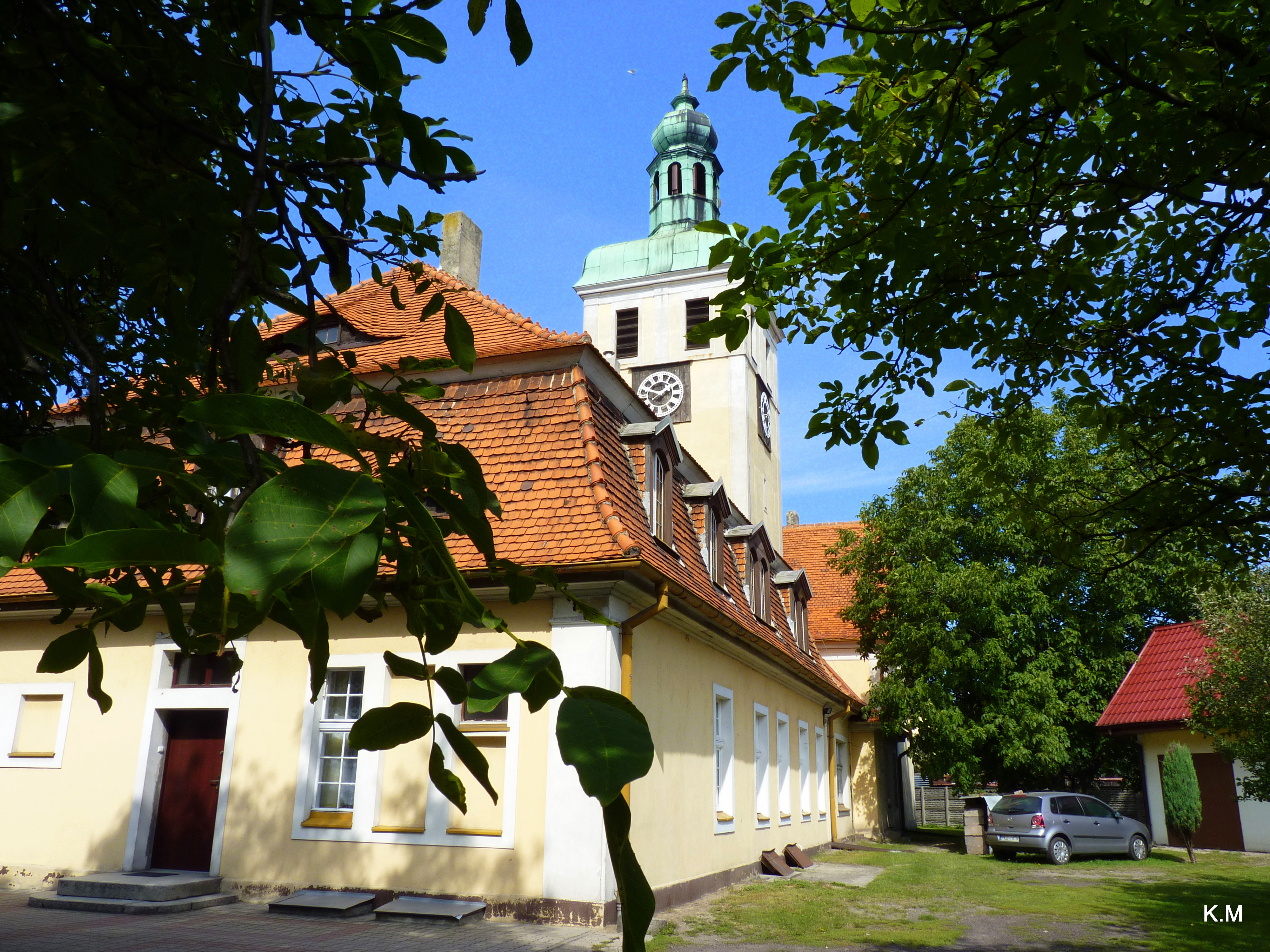
Костел Матері Божої Вічної помочі, інший ракурс
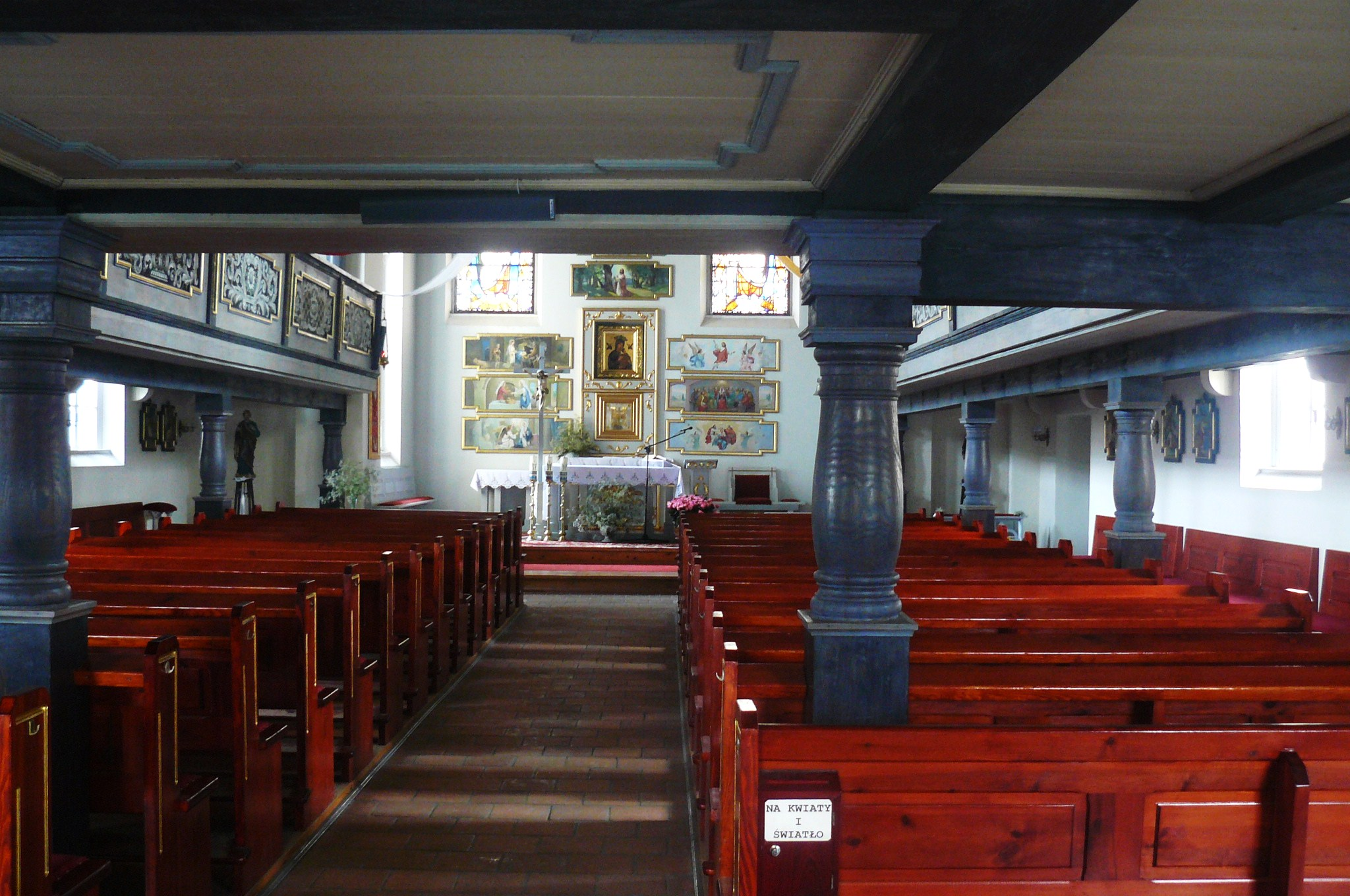
Всередині костелу
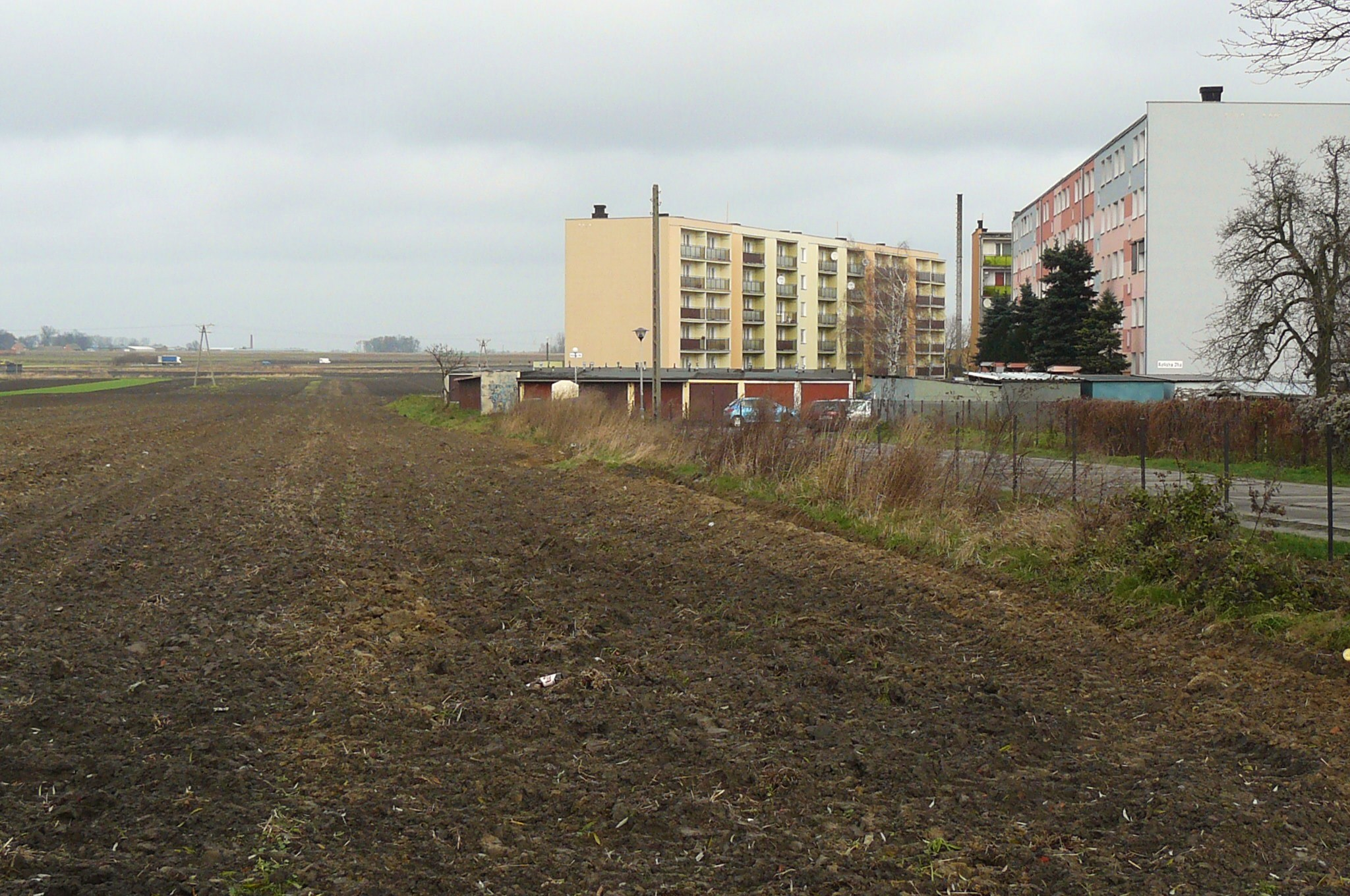
Багатоповерхові будинки